# Union City Blue
Singles de Blondie
Dreaming
(1979) The Hardest Part
(1980)
Union City Blue est une chanson du groupe américain de rock, Blondie. Cette chanson a été écrite par Deborah Harry ainsi que Nigel Harrsion, elle est extraite de leur album Eat to the Beat.

## Information sur la chanson
La chanson est sortie en tant que deuxième single extrait de l'album au Royaume-Uni, où elle a atteint no 13 des charts britannique la fin de 1979, mais elle n'est jamais sortie en single aux États-Unis.
La piste a été rééditée sur CD et vinyle en 1995, un maxi-single, dans le Royaume-Uni et les États-Unis, incluant divers remixes de la chanson par P. Diddy, Burger Queen, OPM et Hot Jammin. Sur ce single de remix a été inclus une version live de 1979 du tube de Donna Summer, I Feel Love en tant que b-side.
La chanson apparaît dans le film d'horreur de 1981 The Hand.